# Гришин, Владимир Петрович
Владимир Петрович Гришин (1 ноября 1937 — 1968) — советский футболист, защитник. Мастер спорта СССР (1961, лишён в  1966).

## Клубная карьера
Воспитанник команды «Спартак» (Куйбышев), первый тренер Игорь Викторович Серов.
Начинал играть нападающим, армейскую службу проходил в 1958—1959 годах у команде класса «Б» СКВО Тбилиси, где отличался цепкостью в борьбе за мяч, мощным ударом, хорошим видением поля.
В 1960 году перешёл в команду класса «А» «Крылья Советов», которые как худший клуб РСФСР в том же году вылетели в класс «Б». В 1961 году команда выиграла зональный и финальный турниры, стала чемпионом РСФСР и вернулась в класс «А». Гришин был назван лучшим защитником РСФСР.
Стал злоупотреблять алкоголем. В 1965—1966 годах играл в куйбышевском «Металлурге» в классе «Б», был капитаном. Был отчислен из команды, лишён звания мастера спорта.

## Достижения
- Финалист Кубка СССР: 1964
- Победитель Чемпионата РСФСР: 1961

## Клубная статистика
| Выступление          | Выступление      | Выступление      | Лига | Лига | Кубок | Кубок | Итого | Итого |
| Клуб                 | Лига             | Сезон            | Игры | Голы | Игры  | Голы  | Игры  | Голы  |
| -------------------- | ---------------- | ---------------- | ---- | ---- | ----- | ----- | ----- | ----- |
| СКВО (Тбилиси)       | класс Б          | 1958             | 15   | 0    | 1     | 0     | 16    | 0     |
| СКВО (Тбилиси)       | класс Б          | 1959             | 16   | 0    | 3     | 1     | 19    | 1     |
| СКВО (Тбилиси)       | Итого            | Итого            | 34   | 0    | 1     | 0     | 35    | 0     |
| Крылья Советов       | класс А          | 1960             | 25   | 6    | —     | —     | 25    | 6     |
| Крылья Советов       | класс Б          | 1961             | 28   | 7    | 3     | 3     | 31    | 10    |
| Крылья Советов       | класс А          | 1962             | 27   | 3    | 2     | 1     | 29    | 4     |
| Крылья Советов       | класс А          | 1963             | 10   | 1    | —     | —     | 10    | 1     |
| Крылья Советов       | класс А          | 1964             | 16   | 0    | 3     | 1     | 19    | 1     |
| Крылья Советов       | Итого            | Итого            | 106  | 17   | 8     | 5     | 114   | 22    |
| Металлург (Куйбышев) | класс Б          | 1965             | 20   | 1    | 1     | 0     | 21    | 1     |
| Металлург (Куйбышев) | класс Б          | 1966             | 6    | 6    | —     | —     | 6     | 6     |
| Металлург (Куйбышев) | Итого            | Итого            | 26   | 7    | 1     | 0     | 27    | 7     |
| Всего за карьеру     | Всего за карьеру | Всего за карьеру | 166  | 24   | 10    | 5     | 176   | 29    |